# 75 Ceti
75 Ceti – gwiazda w gwiazdozbiorze Wieloryba. Jest to olbrzym, słabo widoczny gołym okiem na niebie. Znajduje się około 265 lat świetlnych od Ziemi. Okrąża go planeta pozasłoneczna o oznaczeniu 75 Ceti b.

## Charakterystyka
75 Ceti jest żółtym olbrzymem, reprezentuje typ widmowy G. Ma jasność 53,7 razy większą niż jasność Słońca i od 9,5 do 11,5 razy większą średnicę. Wokół gwiazdy krąży planeta, gazowy olbrzym 75 Ceti b, o masie minimalnej 3 razy większej niż Jowisz.